# 24時間テレビ43 愛は地球を救う
『24時間テレビ43 「愛は地球を救う」 新しい日常での1回目『動く』』（24じかんテレビ43 「あいはちきゅうをすくう」 あたらしいにちじょうでのいっかいめ『うごく』）は、日本テレビにて2020年8月22日（土曜）18:30 - 8月23日（日曜）20:54（JST）まで生放送された43回目となる『24時間テレビ』。

## 概要
前年に引き続き、両国国技館で開催された。新型コロナウイルス感染症の拡大により、無観客で行うなど番組にも多く影響を受けた。
この年は「人生が変わる1分間の深イイ話」や「今夜くらべてみました」の制作陣が中心となって制作された。

## 出演者
※グループ名・所属は基本的に当時のもの

### 総合司会
- 羽鳥慎一
- 水卜麻美（日本テレビアナウンサー）

※羽鳥は前年に引き続き10年連続10回目、水卜は前年に引き続き7年連続7回目。

### メインパーソナリティ ー
- 井ノ原快彦（V6）
- 増田貴久（NEWS）
- 北山宏光（Kis-My-Ft2）
- 重岡大毅（ジャニーズWEST）
- 岸優太（King & Prince）

※井ノ原は2015年以来3回目、増田は2016年以来3回目、北山、重岡、岸の3人は初担当となった。

### サポーター
- 徳光和夫

### チャリティーマラソンランナー
- 高橋尚子
- 土屋太鳳
- 吉田沙保里
- 陣内貴美子
- 松本薫
- 野口みずき

## 企画・コーナー

### タイムテーブル
| 時間            | コーナー名 |
| --------------- | --- |
| 8月22日 18:30 - | 24時間テレビ PART.1                                                                                              |
| 18:30 -         | オープニング |
| 19:10 -         | 日本全国音色を重ねる イッテQ！女芸人リモートリコーダー合奏                                                       |
| 19:40 -         | 市川海老蔵 広末涼子 柳葉敏郎が動く 失われた日本の夏、ふるさとの祭り                                              |
| 20:15 -         | 全国花火リレー                                                                                                   |
| 20:20 -         | おうちQTube ギネス世界記録に挑戦！①                                                                              |
| 20:30 -         | 泣いても治らないなら泣かん 動き続けた夢華さん18年の人生                                                          |
| 21:00 -         | スペシャルヒューマンストーリー 「誰も知らない志村けん -残してくれた最後のメッセージ-」                           |
| 23:00 -         | 嵐にしやがれ 24時間テレビスペシャル                                                                              |
| 8月23日 0:45 -  | 日テレ系伝説の映像解禁100連発 ～もう一度見たいドラマ&バラエティー～                                              |
| 1:55 -          | 24時間テレビ PART.2                                                                                              |
| 2:50 -          | 日テレ系伝説の映像解禁100連発 〜もう一度見たい24時間テレビパフォーマンス名場面〜                                 |
| 5:00 -          | 24時間テレビ PART.3                                                                                              |
| 5:00 -          | ZIP!in24時間テレビ every.藤井と朝の顔大集結SP                                                                    |
| 6:30 -          | おうち体操！ Vっちょコミュニケーション                                                                           |
| 6:43 -          | NNNニュースサンデー                                                                                              |
| 6:55 -          | 24時間テレビ PART.4                                                                                              |
| 6:55 -          | 年齢差97！ 瀬戸内寂聴＆中村獅童ジュニアの動く                                                                    |
| 8:10 -          | 舌6割切除からの生還 堀ちえみ復活の初歌唱                                                                         |
| 8:30 -          | 体操・田中理恵 7年ぶりの現役復帰！                                                                               |
| 8:50 -          | 加藤茶が緊急招集！ 24時間テレビだよ、全員集合！                                                                  |
| 9:10 -          | おうち体操！ Vっちょコミュニケーション                                                                           |
| 9:20 -          | ＃さっしーと募金を考えてみた                                                                                     |
| 9:30 -          | おうちQTube ギネス世界記録に挑戦！②                                                                              |
| 9:43 -          | news zero ここまで動いちゃってる！ 日本のミライ                                                                  |
| 9:50 -          | 上田晋也のここがすげぇぞ！パラスポーツ                                                                           |
| 10:15 -         | おうちQTube ギネス世界記録に挑戦！③                                                                              |
| 10:20 -         | あなたも参加できる！世界が認めた アーティスト小松美羽の緊急チャリティーオークション                              |
| 11:14 -         | NNNストレイトニュース                                                                                            |
| 11:24 -         | 24時間テレビ PART.5                                                                                              |
| 11:24 -         | おうちQTube ギネス世界記録に挑戦！④                                                                              |
| 11:40 -         | おうちでサマー！ テッパン夏ソングメドレー                                                                        |
| 12:00 -         | ヒロミ＆ジェシーの八王子リホーム 幼稚園の30年使った手洗い場を大改造                                              |
| 12:24 -         | 24時間テレビ PART.6                                                                                              |
| 13:00 -         | 映画監督・大林宣彦 妻・恭子と歩んだ63年                                                                          |
| 13:30 -         | ブルーインパルスが動く！ 大空から医療従事者たちへのエール                                                        |
| 13:45 -         | 医療従事者の方々 ありがとうメドレー                                                                              |
| 14:00-          | 笑ってコラえて！特別編 オリンピックのない夏… BMX兄妹の2020年                                                     |
| 15:10-          | 羽生結弦選手が”今”を語る！ コロナ禍で“動いたこと”とは？                                                          |
| 15:15 -         | おうちQTube ギネス世界記録に挑戦！⑤                                                                              |
| 15:20 -         | 前田敦子、高橋みなみ、板野友美、篠田麻里子初期メンバーが卒業後テレビ初歌唱 AKB48現役メンバーと生パフォーマンス！ |
| 15:30 -         | おうち体操！ Vっちょコミュニケーション                                                                           |
| 15:40 -         | 行列のできる法律相談所 特別編 さだまさしが伝える 誰もがみな「主人公」                                            |
| 16:20 -         | 盲目のパラリンピック母と息子の物語                                                                               |
| 16:50 -         | 黒柳徹子と寺田心の動物ふれあいプロジェクト                                                                       |
| 16:54 -         | NNNニュース |
| 16:59 -         | 24時間テレビ PART.7                                                                                              |
| 17:20 -         | チャリティー笑点 パーソナリティー×笑点 対抗大喜利                                                                |
| 18:50 -         | 笑点メンバーが”動く” King & Prince「シンデレラガール」を踊りたい！                                               |
| 19:10 -         | みんなで繋げよう！史上最大アクションリレームービー                                                               |
| 19:30 -         | 新型コロナウィルスと闘う医療従事者 YOSHIKIと井ノ原快彦が今、伝えたいこと                                         |
| 20:00 -         | 加藤茶が歌う！ 1億3000万人 お家で踊ろう 「ステイホーム盆踊り」                                                   |
| 20:10 -         | フィナーレ |

## スタッフ
24時間テレビ43「愛は地球を救う」
- 技術統括：佐藤勝義
- 美術統括：大川明子
- 総合TD：沼田広美
- マイクロプラン：尾山直樹
- 音声プラン：瀧島要介
- SDC・SOC︰小山龍一、石垣雄麻、丸山慶、吉崎修、吉田義明、小柳和紀
- CVセンター︰伊藤充彦、藤井陸、秦優貴、大坪拓、杉田佳則、牛島彩加
- マスター︰村上清信、榎本匡敏、古部啓樹、藤本彩也香、松崎秀樹、長沼宏幸
- 放送進行︰清水優、池田薫、大野由希子
- 回線ブッキング：林綾子、加藤崇行、晝間直斗、辻直哉
- 電話回線設備︰浅川彦四郎、渋澤英司、中村和正、早船雅夫、柴田真之介
- CGデザイン：篠田貴之、狩野博貴、堀江隆臣、水落功真、野村俊介、山岸龍、藤井真吾、高澤広大、一戸崇、高木陽基、木村隆二、末継英一、坂口剛謙、園田悠之佑
- テロップ︰日野裕介、田中陽、林芳樹、山田昌弘、北川哲希
- 宣伝部：石尾純、桐本篤
- 編成：齊藤久志、天野英明
- ネットワーク：田中愛真、梶田昌史
- 技術協力：NiTRO
- 美術協力：日テレアート
- 警備本部：金子茂、宮木宣嗣、黒田努、鎌田淳平、佐々木明、油浦佑、石倉伸一、大河敏一、大江都志道

告知
- - カメラ：奥村誠久
  - AP：村岡克紀
  - ディレクター：坂本侑哉、萩原由美
  - プロデューサー：草場千恵、武井陽介、富田晶子、蒲生晃太
  - 演出：前田大輔

PR
- - AP：吉田翔、斉藤陽子
  - ディレクター：中村文彦、鈴木潤一郎、新井章司、橋村和幸
  - プロデューサー：渡邊文哉、笹木哲、深谷圭二、石井玲、伊藤実枝子、高橋正昭、平井秀和
- チャリTシャツデザイン：小松美羽

デジタルコンテンツ
- - ICT戦略本部：伊藤加寿子、高橋直樹、寺山晃平、松本学、穂積武信、炭谷宗佑、宮川竜之介、新井隆史

〔ホームページ〕
- - プロデューサー：小籔貴志
  - ディレクター：鈴木小織、棚村知佳
  - デザイナー：加藤美帆、太田日向子
  - システム：内藤麻衣子、佐藤彩枝

〔データ放送〕
- - ディレクター：稲福祥子
  - 技術：伊藤弘樹
  - デザイナー：茂住彩織
  - エンジニア：黒下正崇、安藤侃、保坂勇哉
- 〔スマホARアプリ〕：藤井彩人、堤泰生、神田有沙、山内真央
- 〔動画配信〕：中塚貴裕、勝倉功、今村心悟、工藤数基、茂呂享司、冨永蓮時

24時間テレビ日産チャリティーイベント
- - 特別協賛：日産自動車
  - TD：飯島章夫
  - SW：大谷アグリ
  - カメラ：海野亮
  - MIX：日下部巌
  - VE：川村雄一
  - 照明：池長正宏
  - 音響：近藤鎌一
  - 音効：高橋秀治
  - モニター：久保和也
  - 配信：麻田俊行
  - AP：内藤葵
  - ディレクター：川口順也、小見早苗
  - 演出：廣瀬隆太郎
  - プロデューサー：貝山京子、藤田志帆

汐留本社S1サブ放送本部
- - SW：高田憲一、岩本茂、鈴木健司、松嶋賢一
  - 音声：梓沢曜平、星野正樹、中野裕介、瀧健太郎、蔭山友紀子、山本慎吾、依田真和
  - 調整：田口徹、三橋崇弘、川平貴之、向山江梨佳
  - VTR出しディレクター：星野隆夫、佐藤伸一、島袋みさと
  - TK：居波初子、坂本幸子、山沢啓子、鈴木リサ、長坂真由美、山岸由佳、奈良里美、神保よしみ、伊村佳恵
  - ECG：宮前芳恵、吉本江里菜、馬屋原彩咲、辻根昌枝、滝澤奈美子
  - 技術・ネットコーディネート：西本幸平、河村哲平、小林瑤一朗、上野真二

嵐にしやがれ 24時間テレビスペシャル
- - ナレーター：立木文彦、林田尚親
  - SW：米田博之
  - カメラ：日向野崇
  - MIX：中村宏美
  - VE：三崎美貴
  - 照明：下平好実
  - 美術：栗原純二
  - デザイン：北村春美
  - 大道具：田中庸之
  - 電飾：池田大介
  - 小道具：米山幸市
  - 音効：保苅智子
  - ディレクター：加藤健太
  - AP：塩水可菜子
  - チーフディレクター：鈴木和昭
  - プロデューサー：江成真二、森下典子、古賀絢子

もう一度見たいドラマ&バラエティー
- - ナレーター：あおい洋一郎
  - SW：渡辺滋雄
  - カメラ：中村佳央
  - MIX：青山禎矢
  - VE：渡邊佳寛、古手川大
  - 照明：村上洋平
  - 美術：山本澄子
  - デザイン：高井美貴、川野悠介
  - 大道具：今泉寿浩
  - 小道具：森川望実
  - 電飾：冨田仁
  - ECG：今泉瑞希
  - 構成：石塚祐介
  - 音効：高取謙
  - AP：田中智子、大野敦子、小木雅恵
  - アーカイブ：小倉徹、巻田和宏、大塚祐輝、引田裕人、稲葉真丈、松坂直樹
  - 進行：大畑沙織
  - TK：大岡伸江
  - ディレクター：山田大樹、岩本雅直、川島啓史、竹中修、今泉哲也、宮本勇佑、加藤杏、倉本華奈、林口広平
  - プロデューサー：筒井梨絵、高橋正子
  - 演出：増田雄太

もう一度見たい24時間テレビ名場面
- - AP：山崎佑里子
  - ディレクター：安達穣史、豊永満、諏訪裕紀
  - 演出：渡辺春佳
  - プロデューサー：本橋武夫、橋本隆

募金ラン
- - ナレーター：立木文彦、林田尚親
  - 移動車TD：八木原輝
  - TD：加藤大助
  - SW：浅田昇
  - カメラ：原島伸光、岡本卓也、今別府元気
  - MIX：藤正樹、小境健太郎、中越興士郎
  - VE：鈴木裕美、橋詰聖仁
  - 移動ドライバー：宮下暁彦
  - 照明：千葉雄、高橋正彦
  - 美術：三浦明彦
  - デザイン：高木彩
  - 大道具：小笠原憲仁、矢口幸二
  - マラソンプロデューサー：坂本雄次
  - マラソンコーディネーター：中川修一、上北泰弘、樺山こぬれ
  - 制作進行：日下潤、田口美和子
  - S1コーディネーター：木村将士、坂谷侑子、遠藤隼人
  - 距離OG：楠木里紗
  - ノンリニオペレーター：高野和子
  - AP：近藤夕華
  - ディレクター：奥村竜、東海林大介、曽我翔、齋藤郁恵、長沼秀幸、渡辺伸、大嶽一豪、吉田尚行、竹内潤、吉田達哉、桑原慶介
  - 演出：有田駿介
  - プロデューサー：廣瀬由紀子、木村優子、小川明人、田辺わたる、辻正記、笠間有美、荻原伸之

動く人 国技館フロアー
- - フロアディレクター：林田竜一、岩波純、久保田聡、前田さき
  - プロデューサー：酒井正義

募金のきっかけ
- - 演出：渡辺邦宏
  - ディレクター：猪股由太郎、松尾郁弥、佐藤智之、小岩井佑樹
  - AP：明田未妃
  - プロデューサー：佐野正法、佐藤三羽一、佐藤里絵、岩田真奈美

募金ルーム
- - TD：岩原正明
  - SW：村田陸彦
  - カメラ：山田大輔
  - VE：柳原拓実
  - MIX：板橋翔
  - AP：内海阿や
  - ディレクター：栗原利典、大谷俊介、安池薫、米永圭祐、榊原真由子、黒川勝功
  - プロデューサー：山本玲子

おうちQTube ギネス世界記録に挑戦!
- - ナレーター：立木文彦
  - カメラ：小野寺康敏
  - 音声：山田裕登
  - AP：濱本理子
  - ディレクター：山際梨紗、日比野大輔、鶴田彩奈恵
  - チーフディレクター：前川瞳美
  - プロデューサー：藤井良記、河野安治

エンタで24時間
- - ナレーター：DJ.ナイク、坂上みき
  - SW：安藤康一
  - カメラ：髙野信彦
  - MIX：境健太郎
  - 美術：磯村英俊
  - デザイン：小川裕史、米津成美
  - 大道具：永瀬雅俊、横田圭美
  - 小道具：後藤隆彦
  - 電飾：佐藤勉、河津慎也
  - 音効：村田好次
  - 協力：第一興商
  - ディレクター：永井ひとみ、田野辺陽平、松本尚也
  - チーフディレクター：森田隆行
  - 協力ディレクター：佐藤浩仁、後藤喬之
  - TK：春日千佳子
  - プロデューサー：宮崎慶洋、須藤大介、山川好美

おうち体操!Vっちょコミュニケーション
- - 振付協力：福田りゅうぞう
  - カメラ：神尾淳
  - AP：山口佳奈
  - ディレクター：高畑伸彦、味岡晃司
  - チーフディレクター：湯浅貴仁
  - プロデューサー：笠原保志

笑ってコラえて!コラボ ダーツ・BMX企画
- - ナレーター：真地勇志、沢城みゆき
  - コーディネーター：Spinnaker Films
  - 映像協力：IMG
  - AP：加納成人、佐藤真澄、海老澤友美子
  - ディレクター：藤山志歩、佐藤雅之、吉田雅彦、角尚紀
  - プロデューサー：原司、久道恵、江尻直孝
  - 企画・演出：小澤龍太郎

オープニング「糸」合奏
- - 大阪桐蔭吹奏楽編曲：郷間幹男
  - 演出：吉野真一郎
  - ディレクター：古川文彦
  - プロデューサー：中條直子
  - AP：三上由貴

イッテQ!女芸人リコーダー合奏
- - ナレーター：立木文彦
  - 技術協力：(株)EAT、札幌テレビ放送(株)、(株)テレビ新潟放送網、中京テレビ放送(株)、YAMAHA
  - 映像提供：佐渡テレビジョン
  - S1コーディネーション：小野寺健
  - 中継ディレクター：吉村彰人、北見大地
  - AP：高橋容子
  - ディレクター：須原翔、長田昌之、伊藤哲
  - プロデューサー：杉山直樹、沢田健介、吉澤枝里子、杉原洋子

市川海老蔵・広末涼子・柳葉敏郎が動く 日本の夏祭り
- - ナレーター：広末涼子
  - 協力：3TOP、松竹、Zeta
  - AP：井手茶智、杉本ルリ子、張瑋容
  - ディレクター：高橋順、伊澤洋介、大塚太智、多湖雄之介
  - チーフディレクター：中澤洋貴、川俣和也、北村朋広
  - 演出：吉川真一朗
  - プロデューサー：白川大介、佐藤理恵、切替愛、笠井彩

動き続けた松尾夢華さん18年の人生
- - ナレーター：水卜麻美
  - プロデューサー：持田順也
  - ディレクター：長井香織、大須賀美紀

24時間テレビ スペシャルヒューマンストーリー
〔ドラマパート〕
- - AP：萩原大裕、藤川淳一
  - 制作進行：大船龍二
  - 演出：内田秀実
  - プロデューサー：郡眞剛

〔ドキュメンタリーブロック〕
- - AP：長谷川才帆子
  - ディレクター：千葉晃史、壁下真紀子
  - プロデューサー：宮﨑文夫

〔全体統轄〕
- - 演出：勝俣晋
  - プロデューサー：笹部智大
  - 企画プロデュース：福井雄太
  - チーフプロデューサー：道坂忠久

ZIP! in 24時間テレビ
- - 札幌テレビ放送：山邊大輔
  - 福島中央テレビ：平出篤史
  - テレビ信州：中澤太一
  - 静岡第一テレビ：松本直也
  - 福岡放送：石津貴彬
  - SW：村松明
  - CAM：加美山稔
  - 調整：塩原和益
  - MIX：藤岡絵里子
  - 照明：佐野広之
  - 音効：橘哲夫
  - 美術：上條宏美
  - デザイン：浅田一花、熊崎真知子
  - 大道具：泉慎一
  - TK：竹島祐子
  - ECG：齋藤さやか
  - AP：大嶋麻由、古和田早紀
  - ディレクター：村石愛、城間将太、杉山祥太郎、辰巳洋平、杉本憲隆、藤田正和、嶋崎良介、神谷美帆、野原卓司、山内かのこ、松島大悟、伊藤光明、濱口翔、中出到
  - プロデューサー：矢野尚子、長田宙、中村光宏、田中裕樹、安彦真利江、小西雅人、高浜稜、碓田千加志、坂本水奈、高田耕作、中谷徳秀
  - 演出：池谷賢志、八重沢亮、高井健司

年齢差97!瀬戸内寂聴＆中村獅童ジュニアの動く
- - ディレクター：坂上祐生
  - AP：今野舞紀

舌6割切除からの生還　堀ちえみ復活の初歌唱
- - ディレクター：鈴嶋直子
  - プロデューサー：清千里、黒川こず枝、佐藤なつね

体操元日本代表・田中理恵 1日限りの現役復帰!
- - 設営：山崎雅志
  - 振付指導：高堰雪梅
  - ロケカメラ：沼田善
  - ディレクター：舩津翔、中澤俊幸
  - 演出：柳沢英俊
  - プロデューサー：齋藤久美子、二瓶剛

news zero ここまで動いちゃってる!日本のミライ
- - ディレクター：川上渡、松井駿介
  - 演出：那須太輔
  - プロデューサー：舟津宜史、山田美穂

24時間テレビだよ、全員集合!
- - SW：小林宏義
  - CAM：青木芳行
  - MIX：大島康彦
  - VE：佐久間治雄
  - 照明：谷田部恵美
  - 撮影協力：マジソン
  - バックバンド：岡本章生とゲイスターズ
  - ディレクター：錦織信彦、長谷川雄平、小ヶ倉剛
  - 演出：福司龍太
  - プロデューサー：輿石将大

24時間テレビで人生が変わったパラアスリート
- - ナレーター：城ヶ崎祐子
  - AP：間篠高行、塚本和也
  - ディレクター：中山健志、石川直志、武田恭平
  - プロデューサー：大野もも、仲田竜馬

小松美羽 ライブペインティング
- - 演出：熊谷航太郎
  - ディレクター：山形和也
  - プロデューサー：長瀬徹

ヒロミ＆ジェシーの八王子リホーム
- - ナレーター：服部伴蔵門
  - TD：小野敏之
  - SW：黒木貴博
  - VE：高橋卓
  - カメラ：出野裕史、清野理
  - クレーン：米窪康成
  - MIX：清水新太郎
  - 音声：村元天峰、松本彩佳
  - ENGカメラ：長田洋平、大保政太郎
  - ENG音声：西尾昌英
  - リフォーム監修：渡邊豪、谷口陽一
  - 協力：八王子桑の実幼稚園
  - S1コーディネーター：磯和伸明
  - FM：遠藤達也
  - 中継ディレクター：中原芳
  - ディレクター：嵐修三郎、松井美保
  - AP：永野博子、岩井秀行、神田富士江
  - 演出：橋本和明
  - プロデューサー：横澤俊之、阿河朋子

映画監督・大林宣彦の「動く」～妻・恭子の物語
- - ディレクター：若菜久利
  - カメラ：矢野哲夫
  - プロデューサー：大野光浩、佐々木誠
  - 演出：五歩一勇治

「復興のシンボル」ブルーインパルスが動く
- - ナレーター：湯浅真由美
  - カメラ：千葉譲司
  - 音効：岡田淳一
  - AP：柴奈保子
  - プロデューサー：大橋あり
  - チーフディレクター：黒石岳志
  - ディレクター：伊澤翔太

〔宮城テレビ放送〕
- - TD：目黒洋一、新野浩史
  - プロデューサー：丸山純
  - ディレクター：原山潤也

羽生結弦企画
- - ナレーター：伊藤英敏
  - PD：海老澤明子
  - 報道P：渡辺照生
  - AP：渡邊ゆうか
  - プロデューサー：清水星人、原司

さだまさしが伝える 誰もがみんな「主人公」
- - ナレーター：北山宏光
  - AP：東條いづみ、安田純奈
  - ディレクター：吉田陵、三木茜
  - プロデューサー：向山典子、竹内加奈子
  - チーフディレクター：安島隆

黒柳徹子と寺田心の動物ふれあいプロジェクト
- - ナレーター：木村多江
  - ディレクター：熊谷芳子、稲永隆広
  - 演出：内田浩
  - プロデューサー：石原由季子、竜円徹

チャリティー笑点
- - SW：宮崎和久
  - カメラ：赤澤知弘
  - 照明：小川勉
  - 音声：山口直樹
  - 音効：宮川素子
  - 美術：櫻場千尋
  - デザイン：大住啓介
  - 大道具：田村佳久
  - 小道具：佐々木洋平
  - メイク：外山奈津子
  - 衣裳：栗田佐智子
  - モニター：東佑輔
  - 仕出し客：広畑尚哉
  - 協力：越智有紀子
  - AP：山口裕之、奥山知美
  - ディレクター：高木裕司、福田拓也
  - プロデューサー：福田一寛、飯田達哉、大畑仁
  - 統轄プロデューサー：宮本誠臣

笑点メンバーが一致団結「シンデレラガール」踊り
- - ナレーター：真地勇志
  - ディレクター：金光豪
  - AP：亀井幸恵

史上最大アクションリレームービー
- - ナレーター：木村佳乃
  - プロデューサー：飯髙昌宏、山口正博
  - ディレクター：中山準士、石井拓郎、池田翔、小川大輔、福井翔一郎、須藤将太

1億3000万人お家で踊ろう「ステイホーム盆踊り」
- - 振付協力：益田妃奈、高中梨生、AO Shunsuke
  - ディレクター：速水勇、山口大輔、山本太欧
  - プロデューサー：菅沼和美
  - 統轄プロデューサー：秋山健一郎

盆踊り×花火企画
- - 協力：一般社団法人 日本花火推進協力会
  - TD：中濱央友
  - SW：横山明浩
  - カメラ：藤川秀人、石井孝義、池谷悌二
  - MIX：大瀧輝彦、青木一弘
  - プロデューサー：梅本満
  - ディレクター：山口徳郎、河合優、河合潤

新型コロナと闘う医療従事者 -YOSHIKIの動く-
- - ナレーター：井ノ原快彦、槇大輔
  - ディレクター：森田俊介、藤本弘志
  - プロデューサー：藤澤季世子、一瀬あいみ

両国・国技館
- - TD：中島和真
  - 音声プラン：原秀彰
  - SW：吉田健治、荻野高康、中村哲也、北折雅人
  - カメラ：大庭茂嗣、岩永雄允、高木静香、星勇次、佐藤裕司、高松里恵、茅野竜徳、鎌倉和由、早川智晃、小林沙祐里、山内剛、矢作陽一、高木亮、木藤和久、福田伸一郎、高野信彦
  - 音声︰大越克人、小原正広、杉村理紗、林英毅、宮内貞、松村美緒、安楽修平、白水英国、滝口祐造、岡田洋一、伊藤義典、村瀬惰一
  - 調整︰吉﨑慶、小峰祐司、柳澤圭佑、藤原将展、喜屋武寛之、池田祐一郎、片山雄斗、鈴木昭博、児玉大輔、田邉仁美
  - 音楽効果：西谷香澄、岡崎宏
  - 照明：小笠原雅登、大矢晃、長谷川剛史、掛橋司、貫井亜廉、坂下毅一
  - テレビモニター：杉山知浩
  - マルチモニター：小内一豊
  - 美術プロデューサー：栗原和也
  - デザイン：波多野真理、北原龍一
  - 設営︰石原隆、金丸真土
  - 大道具︰下吉克明、鷲嵜季映、内山栄一
  - 電飾︰平ノ内厚夫、糸数青祥
  - アクリル装飾︰松本健、山田隼人
  - メイク：奥松かつら
  - 小道具︰増田貴之、伊沢英樹
  - 花装飾︰原京子
  - VTR出しディレクター：高橋篤史、八隅秀哲、東岡早織
  - ステージング：MIKO、坂田圭司
  - TK：中村ひろ子、矢島由紀子、桜井えみこ、田中彩、山際慎子
  - 編曲：しかたたかし、たかしまかんた
  - 演奏：ガッシュアウト、フェイスミュージック
  - コーラス：フィジー、ミュージッククリエイション、日テレ学院
  - ゲストフォロー：紀内良彦、高松明央、済本明里、加藤晋也、比嘉智樹、和田裕子
  - フロアディレクター：長谷川賢一、氣賀澤宏隆、高橋康之、稲元雅俊、影山幸子、吉田雄太郎、牧野郁人、田村幸大、上野詩織、中川ゆりや、佐々木万由子、田中もも、中嶌玲奈、諫山宗佑、松本美咲、藤田安希、木野崎菖、徐真然、鈴木姫菜、竹内遥香、本間雄二郎、升野太誠
  - ケータリング：野崎麻由美、石塚理、高橋幸浩、藤本隼太朗
  - 国技館コーディネーション：内藤智子、光岡裕子、脇阪真琴、鈴木涼介、山崎李奈、木内佳乃子
  - プロデューサー：末延靖章、岩崎小夜子、伊藤茉莉衣、小林拓弘
  - チーフプロデューサー：横田崇
- 協力：公益財団法人 日本相撲協会
- 制作協力：IVSテレビ制作、アガサス、アクロ、AX-ON、いまじん、えすと、オフィス・ケーアール、オリオンクルー、極東電視台、クリエイティブ30、ゴッドキッズ、ザイオン、ザ・ワークス、シオン、ジッピー・プロダクション、仁プロデューシング、スパイスファクトリー、創輝、DAYDREAM、てっぱん、東阪企画、東宝映像美術、日企、日テレイベンツ、パッション、ブームアップ、ブレイン・コミュニケーション、モスキート、ユニオン映画、ロール・ワン
- 構成作家：桜井慎一、ヒロハラノブヒコ、川上トリオ、木南広明、林田晋一、アリエシュンスケ/会沢展年、大谷裕一、小山賢太郎、カツオ、菊池裕一、木野聡、小林哲也、坂田至、佐藤かんじ、城啓介、橋本大介、橋本俊哉、はっしー橋本、堀江里光、三木睦郎、森本雅也、山田浩康
- Special Thanks：五味一男

24時間テレビ事務局
- - 事務局長：若月英宏
  - 事務局：反町礼、市嶋文裕、高見俊彰、武井実、梅村由紀、岩久みか、上野智子
- キャッシュレス募金：財津功靖、守屋さつき
- ボランティア本部：西倉渚沙、柚木洋彦、君島里江子 草の根チャリティーネットワーク
- 制作進行：東原祐子、西村友美、阿部絵里子
- 制作：岡部智洋、松本達夫/森實陽三、小林景一
- 国技館ディレクター：渡邊友一郎、徳永清孝、藤戸星妃、新井万季、小松正樹
- 国技館企画演出：市川隆、宮森宏樹
- 汐留本社S1サブディレクター：山下聖司、冨永琢磨、井上将司、蒲龍太郎、小倉寛太
- S1サブ演出：髙橋利之、古立善之
- 全体進行：斉藤寿
- 国技館演出：石﨑史郎
- 総合プロデューサー：吉無田剛、國谷茉莉
- 総合演出：上利竜太
- チーフプロデューサー：川邊昭宏
- 制作指揮：山田克也
- 製作著作：日本テレビ